# MIRAI (信販)
MIRAI株式会社（ミライ、MIRAI Co.,Ltd）は、東京都江東区に本社を置く信販会社。2023年10月2日付で西京カード株式会社（さいきょうカード、Saikyo Card Co.,Ltd）から商号変更した。

## 概要
元は西京銀行の完全子会社のクレジットカード発行会社「西京カード」であり、UFJカードのフランチャイジーとして同行の顧客基盤を基に、主に山口県内でUFJカードの発行および加盟店の獲得を行っていた。同行とイッコー（現：Jトラスト）が2009年3月27日付で締結した業務提携により、同年5月20日付で両者との合弁会社となる。
これに基づき、西京カードは2010年2月15日をもって一切のクレジットカード取り扱い業務を終了し（ポイントも同日付で自動失効した）、個人向け融資事業及び保証事業に業務内容を特化させた。
翌2011年1月には個別信用購入あっせん業の登録をし、同年3月に社団法人クレジット協会に加入。エステティックサロンや美容医療系の加盟店を中心に業容を拡大していき、大手信販会社とは異なる営業戦略を取った。
2014年1月28日付でJトラストが西京銀行に保有株を譲渡し、再び西京銀行の完全子会社に戻った。以後はショッピングクレジット・個人向けローン取り扱いに特化した会社となった。
2018年2月1日付で、本社を山口県周南市銀南街4番地から東京都江東区へ移転した。
2023年10月2日付で、西京銀行が保有株式をJトラストへ全て譲渡したことで、再びJトラストの完全子会社となった。これに伴い、同日付で「MIRAI株式会社」へ商号変更した。